# 25 (Album)
25 ist das dritte Studioalbum der britischen Sängerin Adele. Es wurde am 20. November 2015 weltweit veröffentlicht. Wie schon die ersten beiden Alben 19 und 21 ist es nach dem Alter der Sängerin benannt, in dem sie die Arbeit an dem Album begann. Die Produktion hat also zwei Jahre gedauert.

## Hintergrund
Das Album enthält elf Lieder, an allen war Adele auch als Autorin beteiligt. Sie arbeitete unter anderem mit Bruno Mars, Ryan Tedder, Paul Epworth sowie Max Martin und Shellback zusammen.
Das Albumcover zeigt wie die beiden Alben zuvor eine Aufnahme von Adeles Kopf. Diesmal ist es eine Nahaufnahme des Gesichts mit geöffneten Augen.
Bereits das Vorgängeralbum 21 war eines der erfolgreichsten Alben der letzten Jahre gewesen. Seit dem James-Bond-Song Skyfall 2012 hatte sich Adele musikalisch rar gemacht. So erschien die Vorabsingle Hello nach einer dreijährigen Veröffentlichungspause und stieg sofort in zahlreichen Ländern auf Platz eins der Charts ein. Das Album wurde vier Wochen danach veröffentlicht, anders als die Single und die meisten anderen Alben des Jahres wurde es aber nicht für das Musikstreaming freigegeben und war somit nur käuflich zu erwerben. Erst am 24. Juni 2016 wurde das Album auch in den Streaming-Diensten freigegeben.

## Titelliste
| #   | Titel                            | Songschreiber                                                | Produzent        | Länge |
| --- | -------------------------------- | ------------------------------------------------------------ | ---------------- | ----- |
| 1.  | Hello                            | Adele Adkins, Greg Kurstin                                   | Kurstin          | 4:55  |
| 2.  | Send My Love (To Your New Lover) | Adele Adkins, Max Martin, Johan Schuster                     | Martin/Schuster  | 3:43  |
| 3.  | I Miss You                       | Adele Adkins, Paul Epworth                                   | Epworth          | 5:48  |
| 4.  | When We Were Young               | Adele Adkins, Tobias Jesso jr.                               | Ariel Rechtshaid | 4:50  |
| 5.  | Remedy                           | Adele Adkins, Ryan Tedder                                    | Tedder           | 4:05  |
| 6.  | Water Under the Bridge           | Adele Adkins, Greg Kurstin                                   | Kurstin          | 4:00  |
| 7.  | River Lea                        | Adele Adkins, Brian Burton                                   | Burton           | 3:48  |
| 8.  | Love in the Dark                 | Adele Adkins, Samuel Dixon                                   | Dixon            | 4:45  |
| 9.  | Million Years Ago                | Adele Adkins, Greg Kurstin                                   | Kurstin          | 3:47  |
| 10. | All I Ask                        | Adele Adkins, Bruno Mars, Philip Lawrence, Christopher Brown | The Smeezingtons | 4:31  |
| 11. | Sweetest Devotion                | Adele Adkins, Paul Epworth                                   | Epworth          | 4:11  |

## Singleauskopplungen
| Jahr | Titel                            | Höchstplatzierung, Gesamtwochen, AuszeichnungChartplatzierungen (Jahr, Titel, , Platzierungen, Wochen, Auszeichnungen, Anmerkungen) | Höchstplatzierung, Gesamtwochen, AuszeichnungChartplatzierungen (Jahr, Titel, , Platzierungen, Wochen, Auszeichnungen, Anmerkungen) | Höchstplatzierung, Gesamtwochen, AuszeichnungChartplatzierungen (Jahr, Titel, , Platzierungen, Wochen, Auszeichnungen, Anmerkungen) | Höchstplatzierung, Gesamtwochen, AuszeichnungChartplatzierungen (Jahr, Titel, , Platzierungen, Wochen, Auszeichnungen, Anmerkungen) | Höchstplatzierung, Gesamtwochen, AuszeichnungChartplatzierungen (Jahr, Titel, , Platzierungen, Wochen, Auszeichnungen, Anmerkungen) | Anmerkungen                                                   |
| Jahr | Titel                            | DE | AT | CH | UK | US | Anmerkungen                                                   |
| --- | -------------------------------- | --- | --- | --- | --- | --- | ------------------------------------------------------------- |
| 2015 | Hello                            | DE1 Platin · (33 Wo.)DE | AT1 (27 Wo.)AT | CH1 Platin · (61 Wo.)CH | UK1 ×4Vierfachplatin · (49 Wo.)UK                                                                                                   | US1 ×7Siebenfachplatin · (26 Wo.)US                                                                                                 | Erstveröffentlichung: 23. Oktober 2015 Verkäufe: + 13.717.950 |
| 2016 | When We Were Young               | DE29 (14 Wo.)DE | AT11 (17 Wo.)AT | CH5 (17 Wo.)CH | UK9 ×2Doppelplatin · (26 Wo.)UK | US14 Platin · (20 Wo.)US | Erstveröffentlichung: 22. Januar 2016 Verkäufe: + 3.652.500   |
| 2016 | Send My Love (To Your New Lover) | DE31 (18 Wo.)DE | AT14 (21 Wo.)AT | CH18 (21 Wo.)CH | UK5 ×2Doppelplatin · (23 Wo.)UK | US8 Platin · (27 Wo.)US | Erstveröffentlichung: 16. Mai 2016 Verkäufe: + 3.620.000      |
| 2016 | Water Under the Bridge           | DE80 (5 Wo.)DE | AT42 (11 Wo.)AT | CH77 (5 Wo.)CH | UK39 Platin · (17 Wo.)UK | US26 Gold · (22 Wo.)US | Erstveröffentlichung: 4. November 2016 Verkäufe: + 1.575.000  |
| Folgende Lieder erschienen nicht als Single, wurden aber durch das Album zum Download und Streaming bereitgestellt und konnten somit eine Platzierung erlangen: |                                  | | | | | |                                                               |
| |                                  | | | | | |                                                               |
| 2015 | Million Years Ago                | DE74 (1 Wo.)DE | — | — | UK64 Silber · (1 Wo.)UK | — | Charteinstieg: 27. November 2015 Verkäufe: + 280.000          |
| 2015 | Love in the Dark                 | DE79 (1 Wo.)DE | — | — | UK— GoldUK | — | Charteinstieg: 27. November 2015 Verkäufe: + 480.000          |
| 2015 | Remedy                           | DE83 (1 Wo.)DE | AT60 (1 Wo.)AT | CH30 (1 Wo.)CH | UK— SilberUK | US87 (1 Wo.)US | Charteinstieg: 27. November 2015 Verkäufe: + 280.000          |
| 2015 | River Lea                        | DE97 (1 Wo.)DE | — | — | — | — | Charteinstieg: 27. November 2015                              |
| 2016 | All I Ask                        | — | — | — | UK41 Platin · (1 Wo.)UK | US77 (1 Wo.)US | Charteinstieg: 28. Januar 2016 Verkäufe: + 785.000            |

## Preise
- 2016: BRIT Awards: „British Album of the Year“
- 2016: Juno Award: „International Album of the Year“
- 2017: Grammy Awards: „Album of the Year“

## Kommerzieller Erfolg

### Chartplatzierungen
| ChartsChartplatzierungen       | Höchstplatzierung | Wochen |
| ------------------------------ | ----------------- | ------ |
| Deutschland (GfK)              | 1 (110 Wo.)       | 110    |
| Österreich (Ö3)                | 1 (109 Wo.)       | 109    |
| Schweiz (IFPI)                 | 1 (196 Wo.)       | 196    |
| Vereinigte Staaten (Billboard) | 1 (223 Wo.)       | 223    |
| Vereinigtes Königreich (OCC)   | 1 (364 Wo.)       | 364    |

| ChartsJahrescharts (2015)    | Platzierung |
| ---------------------------- | ----------- |
| Deutschland (GfK)            | 2           |
| Österreich (Ö3)              | 3           |
| Schweiz (IFPI)               | 1           |
| Vereinigtes Königreich (OCC) | 1           |

| ChartsJahrescharts (2016)      | Platzierung |
| ------------------------------ | ----------- |
| Deutschland (GfK)              | 6           |
| Österreich (Ö3)                | 12          |
| Schweiz (IFPI)                 | 1           |
| Vereinigte Staaten (Billboard) | 1           |
| Vereinigtes Königreich (OCC)   | 1           |

| ChartsJahrescharts (2017)      | Platzierung |
| ------------------------------ | ----------- |
| Österreich (Ö3)                | 73          |
| Vereinigte Staaten (Billboard) | 26          |
| Vereinigtes Königreich (OCC)   | 18          |

| ChartsJahrescharts (2018)      | Platzierung |
| ------------------------------ | ----------- |
| Vereinigte Staaten (Billboard) | 119         |
| Vereinigtes Königreich (OCC)   | 79          |

| ChartsJahrescharts (2019)    | Platzierung |
| ---------------------------- | ----------- |
| Vereinigtes Königreich (OCC) | 99          |

| ChartsJahrescharts (2020)    | Platzierung |
| ---------------------------- | ----------- |
| Vereinigtes Königreich (OCC) | 94          |

| ChartsJahrescharts (2021)    | Platzierung |
| ---------------------------- | ----------- |
| Vereinigtes Königreich (OCC) | 27          |

| ChartsJahrescharts (2022)      | Platzierung |
| ------------------------------ | ----------- |
| Vereinigte Staaten (Billboard) | 174         |
| Vereinigtes Königreich (OCC)   | 53          |

| ChartsJahrescharts (2023)    | Platzierung |
| ---------------------------- | ----------- |
| Vereinigtes Königreich (OCC) | 61          |

| ChartsJahrescharts (2024)    | Platzierung |
| ---------------------------- | ----------- |
| Schweiz (IFPI)               | 86          |
| Vereinigtes Königreich (OCC) | 93          |

### Auszeichnungen für Musikverkäufe
Alleine in den USA verkaufte sich 25 in den ersten sieben Tagen 3,38 Millionen Mal. Seit der elektronischen Erfassung der Direktverkäufe durch Nielsen im Jahr 1991 hatte bis dahin noch kein Album in den USA mehr als 3 Millionen Exemplare in einer Woche verkauft. Das bis dahin beste Debüt, No Strings Attached von *NSYNC (2000), hatte sogar nur bei 2,42 Millionen gelegen. 41 % aller in dieser Woche in den USA verkauften Alben waren Adeles neuestes Werk. Auch in ihrer Heimat Großbritannien stellte die Sängerin einen neuen Rekord auf und verkaufte 800.307 Exemplare in der ersten Verkaufswoche. Oasis hatten 1997 von ihrem Album Be Here Now 696.000 Stück verkauft, allerdings in weniger Tagen, da es erst drei Tage vor dem Stichtag für die Chartwertung veröffentlicht worden war. In Deutschland hatte Adele mit 263.000 verkauften Alben ebenfalls einen sehr erfolgreichen Start, der zuletzt acht Jahre zuvor von Herbert Grönemeyer (Album 12) übertroffen worden war. Innerhalb eines Monats wurde das Album in Deutschland mit fünf Platin-Schallplatten für über eine Million verkaufte Einheiten ausgezeichnet, womit es zu den meistverkauften Musikalben in Deutschland seit 1975 zählt. In allen drei Ländern stellte das Album jeweils einen neuen Download-Rekord in der ersten Woche auf.
| Land/Region                  | Auszeichnungen für Musikverkäufe (Land/Region, Auszeichnung, Verkäufe) | Verkäufe   |
| ---------------------------- | ---------------------------------------------------------------------- | ---------- |
| Argentinien (CAPIF)          | Platin                                                                 | 30.000     |
| Australien (ARIA)            | 10× Platin                                                             | 700.000    |
| Belgien (BRMA)               | 8× Platin                                                              | 240.000    |
| Brasilien (PMB)              | Diamant                                                                | 160.000    |
| Chile (IFPI)                 | Platin                                                                 | 10.000     |
| Dänemark (IFPI)              | 7× Platin                                                              | 140.000    |
| Deutschland (BVMI)           | 6× Platin                                                              | 1.200.000  |
| Finnland (IFPI)              | 2× Platin                                                              | 47.482     |
| Frankreich (SNEP)            | —                                                                      | 1.000.000  |
| Irland (IRMA)                | —                                                                      | 107.000    |
| Island (IFPI)                | —                                                                      | 1.300      |
| Italien (FIMI)               | 5× Platin                                                              | 250.000    |
| Japan (RIAJ)                 | —                                                                      | 56.481     |
| Kanada (MC)                  | Diamant                                                                | 1.093.000  |
| Mexiko (AMPROFON)            | 7× Gold                                                                | 210.000    |
| Neuseeland (RMNZ)            | 15× Platin                                                             | 225.000    |
| Niederlande (NVPI)           | 8× Platin                                                              | 320.000    |
| Norwegen (IFPI)              | 4× Platin                                                              | 80.000     |
| Österreich (IFPI)            | 3× Platin                                                              | 45.000     |
| Polen (ZPAV)                 | Diamant                                                                | 100.000    |
| Portugal (AFP)               | Platin                                                                 | 15.000     |
| Schweden (IFPI)              | 2× Platin                                                              | 80.000     |
| Schweiz (IFPI)               | 6× Platin                                                              | 120.000    |
| Spanien (Promusicae)         | 2× Platin                                                              | 80.000     |
| Südafrika (RISA)             | 2× Platin                                                              | 80.000     |
| Ungarn (MAHASZ)              | 5× Platin                                                              | 10.000     |
| Venezuela (APFV)             | Platin                                                                 | 10.000     |
| Vereinigte Staaten (RIAA)    | 12× Platin                                                             | 12.000.000 |
| Vereinigtes Königreich (BPI) | 13× Platin                                                             | 3.900.000  |
| Insgesamt                    | 1× Gold · 107× Platin · 4× Diamant ·                                   | 22.310.263 |

Hauptartikel: Adele (Sängerin)/Auszeichnungen für Musikverkäufe